# Mario Venzago
Mario Venzago, född 1948 i Zürich, är en schweizisk dirigent, bosatt i Tyskland.
Venzago har varit chefsdirigent eller konstnärlig ledare för flera symfoniorkestrar, bland andra Göteborgs Symfoniker 2004–2007 och Indianapolis Symphony Orchestra 2002–2009. Sedan 2010 har han samma post hos både Berner Symphonieorchester och Northern Sinfonia i Newcastle. Dessutom har han varit professor i dirigering vid musikhögskolan i Mannheim. Han dirigerar oftast musik från romantiken och 1900-talet, och har gjort skivinspelningar av verk av Robert Schumann, Alban Berg, Hilding Rosenberg och Othmar Schoeck med flera.